# 西 (姓)
西（せい）は、漢姓の一つ。

## 日本人の姓
日本で約9万1千人がおり242位。比較的西日本に多い。「にし」、「さい」、「かわち」と読まれる。

### 著名な人物
- 西周 (啓蒙家)
- 西伸幸
- 西勇輝
- 西大伍
- 西靖
- 西和彦
- 西英太郎
- 西竹一
- 西純矢

## 中国の姓
2020年の中華人民共和国の統計では人数順の上位100姓に入っておらず、台湾の2018年の統計では694番目に多い姓で、49人がいる。

## 朝鮮の姓
西（せい、ソ、朝:  서 ）は、朝鮮人の姓の一つである。

### 氏族
1930年度国勢調査で初めて登場した。清国徳宗の時代に満洲人西拉布とモンゴル人書林西林の名があることより、中国系の帰化氏族と推定される。
| 氏族（地域） | 創始者 | 人数（2015年） |
| ------------ | ------ | -------------- |
| 達城西氏     |        | 6              |
| 安陰西氏     |        | 83             |
| 安義西氏     |        | 6              |
| 漢陽西氏     |        | 5              |

### 人口と割合
| 年度   | 人口  | 世帯数 | 順位         | 割合 |
| ------ | ----- | ------ | ------------ | ---- |
| 1930年 |       | 2世帯  |              |      |
| 1960年 | 209人 |        | 258姓中176位 |      |
| 1985年 |       |        | 274姓中129位 |      |
| 2000年 |       |        |              |      |
| 2015年 | 125人 |        |              |      |